# 릭 핸슨
릭 핸슨(Rick hanson, 1952년 ~ )은 미국의 신경심리학자이며 명상 지도자다. 열여섯 살에 UCLA에 입했으며 1974년 최우수 성적으로 졸업했다. 졸업 당시 UCLA 총동창회로부터 '가장 뛰어난 졸업생'으로 선정되었다. 1991년 버클리대학교 임상심리학으로 박사학위를 받았다. UCLA와 스탠포드 대학에서 의학을 강의하는 리처드 멘디우스와 웰스프링 신경과학 및 명상 지혜 연구소(Wellspring Institute for Neuroscience and Contemplative Wisdom)를 설립했으며, 「Wise Brain Bulletin」의 편집자이기도 하다. 2005년 세계 최첨단 과학 학회 중 하나인 "신경화학회(Wikipedia:The society of Neuroscience)"에서는 티베트 불교의 승왕 달라이 라마를 기조 연설자로 초청했다. 달라이 라마는 "명상의 신경과학"이라는 강연으로 성인의 뇌는 절대로 바뀔 수 없다는 기존의 뇌과학계의 불문율을 깨고 명상을 통해 뇌의 생리학적·해부학적 변화를 일으킬 수 있다는 주장을 해 센세이션을 일으켰다. 2000년 이후 서양을 중심으로 이같은 마음과 뇌의 관계를 밝히는 연구가 활발히 진행되고 있다. 첨단의 기술 fMRI(Wikipedia:Functional magnetic resonance imaging)를 통하여 감정 변화에 따른 뇌반응 연구 성과가 나날이 축적되고 있으며, 릭 핸슨은 이런 첨단의 연구 성과를 기반으로 불교에서 말하는 명상과 수련이 가장 행복하고 지혜로우며 사랑이 가득한 뇌를 만들 수 있음을 자신의 저서 『Buddha's Brain』에서 밝혔다. 출간 이후 『Buddha's Brain』은 36주 동안 아마존 닷컴 베스트셀러를 유지했으며, 한국어판 『붓다 브레인』은 출간 일주일만에 인문 주간베스트 10위권 안에 들었다.

## 언론자료
- 한국경제 2010년 8월 31일
- 조선일보 2010년 8월 20일
- KBS 2010년 8월 16일
- 한국일보 2010년 8월 14일[깨진 링크(과거 내용 찾기)]
- 경향신문 2010년 8월 13일
- 세계일보 2010년 8월 13일
- 한국경제 2010년 8월 12일

## 강의 동영상
- 구글 강의
- The Self-Transforming Brain & Taking in the Good Part 1
- The Self-Transforming Brain & Taking in the Good Part 2
- The Self-Transforming Brain & Taking in the Good Part 3

## 도서
- 『Mother Nurture 』, 2002
- 『Buddha's Brain』, 2009
- 『붓다 브레인』, 2010